# Соннера, Жером
Жером Соннера (фр. Jérôme Sonnerat, род. 21 марта 1985 года, Анси, Франция) — французский футболист, защитник французского клуба «Бастия-Борго» из четвёртого дивизиона.

## Карьера
Микаэль родился в городе Анси, Франция. Первым профессиональным клубом Жерома стал «Серветт», но постоянным игроком команды стать не удалось. За три сезона он сыграл 3 матча, и в 2004 году он вернулся на родину во Францию, в клуб «Анже». Спустя два года, он вернулся в Швейцарию, «Ла-Шо-де-Фон» клуб из одноимённого города. После года в клубе, он перешел в «Лозанну». Жером сыграл в Лиге Европы, где в 2010 году «Лозанне» удалось выбить московский «Локомотив» в серии после-матчевых пенальти.